# Муса аль-Казим
Муса́ ибн Джафа́р аль-Кураши, известный как има́м аль-Ка́зим (араб. موسى الكاظم‎; 8 ноября 745, Аль-Абва, Мекка — 30 августа 799, Кадимия) — седьмой из двенадцати имамов, признаваемых шиитами-двунадесятниками.

## Биография
Достоверных сведений о жизни Мусы немного. Он был сыном шестого имама Джафара ас-Садика и Хамиды, рабыни берберского или андалузского происхождения. Его детство пришлось на период антиомейядских восстаний и утверждения династии Аббасидов. После смерти своего отца (765) Муса около тридцати лет прожил в Медине, по-видимому, относительно спокойно и безбедно. У него было 18 сыновей и 23 дочери; его жена, Наджма, бывшая рабыней, была выкуплена и освобождена его матерью, Хамидой.
При халифе аль-Махди (775—785) или при аль-Хади (785—786) Муса был арестован по подозрению в связях участниками хариджитских восстаний, но вскоре освобождён. Позднее, по некоторым данным в 794 году, он был по приказу Харуна ар-Рашида заточён в тюрьму в Багдаде, где и умер в 799 году. Обстоятельства смерти неясны: власти объясняли её естественными причинами, но шииты считают его мучеником. День рождения и день смерти Мусы аль-Казима отмечаются до сих пор.

## Примечание
1. 1 2  https://www.al-islam.org/story-holy-kaaba-and-its-people-smr-shabbar
2. ↑  Али-заде А. Муса ибн Джафар // Исламский энциклопедический словарь — М.: Ансар, 2007.
3. ↑  Али-заде А. Али ибн Муса // Исламский энциклопедический словарь — М.: Ансар, 2007.